# Al-Mashariqah
Al-Mashariqah (en árabe, المشارع) es una ciudad en la gobernación de Irbid, en Jordania. Tiene una población de 24.117 habitantes (censo de 2015). Se encuentra a 24 km al este de Irbid.